# Calosoma macrum
Calosoma macrum es una especie de escarabajo del género Calosoma, familia Carabidae. Fue descrita científicamente por LeConte en 1853.
Esta especie se encuentra en los Estados Unidos y México.
La especie mide de 24 a 30 milímetros (0,94 a 1,18 pulgadas) de largo, es negra y vive a una altitud de 1000 a 1600 metros (3300 a 5200 pies).